# الطوابع النهائية لروسيا

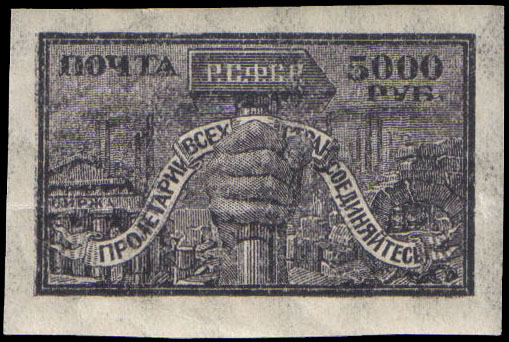
طابع بريدي لجمهورية روسيا الاتحادية الاشتراكية السوفييتية الإصدار الثالث النهائي عام 1922يحمل الشعار الشيوعي "يا عمال العالم، اتحدوا!"

الطوابع البريدية الرسمية لروسيا هي إصدارات الطوابع البريدية المنتظمة التي أنتجت في الإمبراطورية الروسية وجمهورية روسيا الاتحادية الاشتراكية السوفياتية بين عامي 1857 و1923 وفي الاتحاد الروسي منذ عام 1992.

## الإمبراطورية الروسية
بدأت الإمبراطورية الروسية في إصدار سلسلة نهائية من الطوابع البريدية منذ 10 ديسمبر 1857 عندما تم طرح أول طابع بريدي روسي للبيع. وقد أصدر عشرين إصدارًا نهائيًا حتى عام 1917 كما هو موضح في الجدول أدناه.
| رقم الإصدار | التواريخ                      | طابع بريدي مثال |
| --- | ----------------------------- | --------------- |
| 1 | 10 ديسمبر 1857 – مارس 1858    |                 |
| 2 | 19 سبتمبر 1858                |                 |
| 4{{كان الإصدار الثالث للإمبراطورية الروسية عبارة عن طابع بريدي محلي في أغسطس 1863 للبريد الداخلي في سانت بطرسبرغ وموسكو.}} | 10 يوليو 1864                 |                 |
| 5 | يونيو 1865                    |                 |
| 6 | 20 أغسطس 1866 – 1875          |                 |
| 7 | 18 يونيو – يوليو 1875         |                 |
| 8 | 19 مارس 1879                  |                 |
| 9 | 25 يناير 1884                 |                 |
| 10 | مارس 1888                     |                 |
| 11 | 2 مايو 1889                   |                 |
| 12 | 14 ديسمبر 1889 – 1892         |                 |
| 13 | 1902–1904                     |                 |
| 14 | 1904                          |                 |
| 15 | 1905                          |                 |
| 16 | 1 يونيو 1906                  |                 |
| 17 | ديسمبر 1908 – 1917            |                 |
| 19 | 1915 – 1917                   |                 |
| 20 | 10 سبتمبر 1916 – 1 يناير 1917 |                 |

## روسيا الاتحادية الاشتراكية السوفياتية
صدرت السلسلة الأولى النهائية لمجلة جمهورية روسيا الاتحادية الاشتراكية السوفييتية في عام 1921. وقد تضمنت خمسة تصميمات لرموز سوفييتية جديدة مثل العمل الزراعي والعمل الصناعي والعلم والفنون والمطرقة والمنجل. كانت الطوابع تحتوي على حد أدنى من الصياغة الروسية: Почта ( Pochta ( البريد )) والاختصار الروسية: РСФСР ( جمهورية روسيا الاتحادية الاشتراكية السوفياتية ) ونقل الرسائل السوفيتية فقط من خلال الصور.

أمثلة على طوابع الإصدار الأول النهائي لجمهورية روسيا الاتحادية الاشتراكية السوفياتية عام 1921
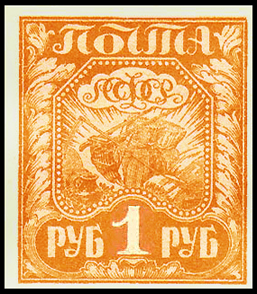
رموز العمل الزراعي
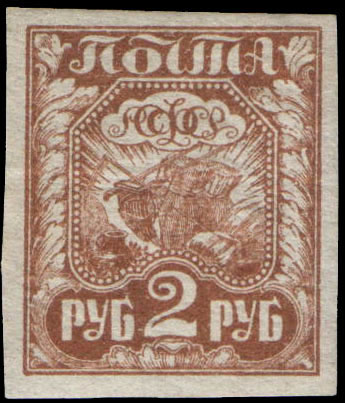
رموز العمل الزراعي
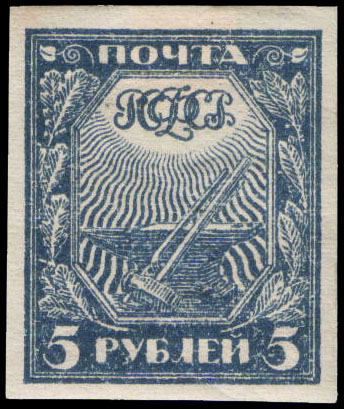
رموز العمل الصناعي
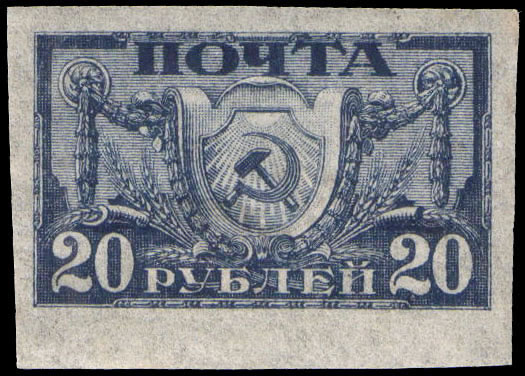
رمز "المطرقة والمنجل"
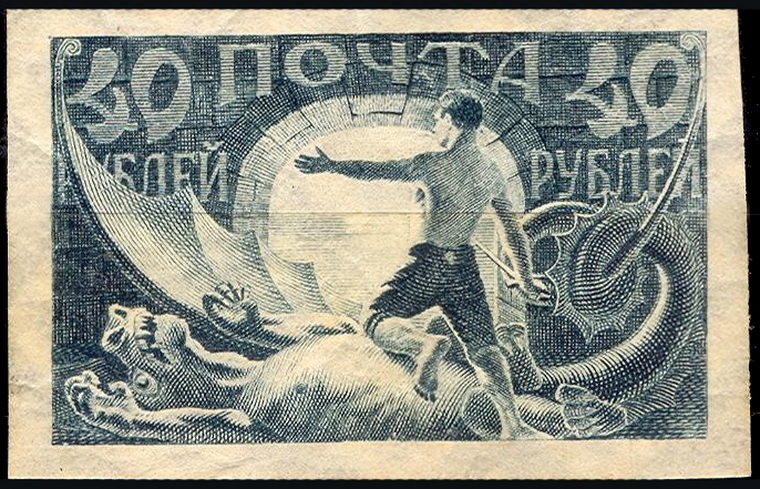
" البروليتاري المحرر" (روسيا المنتصرة الجديدة أو قاتل التنانين)
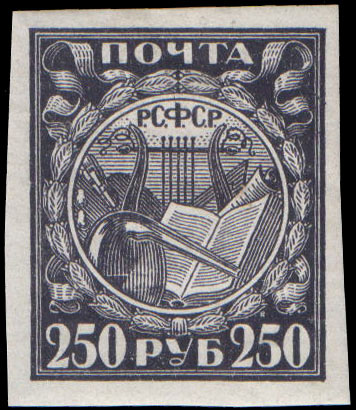
رموز العلوم والفنون

تضمن الإصدار الأول المنتظم إحدى عشر طابعًا مختلفًا من فئات تتراوح بين 1 و1000 روبل. ومن بين هذه الطوابع أظهرت خمسة طوابع تصميم العمل الزراعي مطبوعة بألوان مختلفة وبقيم وجهية 1 2 و100 و200 و300 روبل. قدم رمز العمل الصناعي في ثلاث فئات : 5 و500 و1000 روبل. ظهرت الطوابع الخاصة بالعلوم والفنون مرة واحدة فقط. إلى حد ما كانت تصميمات السلسلة التي ركزت بشكل أكبر على الزراعة والصناعة متوافقة مع روح السياسة الاقتصادية الجديدة التي تبنتها الحكومة عام 1921 والتي كانت تهدف إلى استعادة اقتصاد جمهورية روسيا الاتحادية الاشتراكية السوفييتية. كما اتبعوا نفس الموضة التي يمكن العثور عليها في فن الملصقات السوفييتي في عام 1921 عندما "أصبحت الحكومة السوفييتية بعد أن ضمنت مكانتها تتجه إلى مشاكل التنمية الاجتماعية والاقتصادية السلمية (حيث تتحرك الموضوعات الاقتصادية والثقافية بسرعة إلى المقدمة)."

تعكس الطوابع البريدية لجمهورية روسيا الاتحادية الاشتراكية السوفييتية الأهداف السياسية الجديدة وتوفر رسائل بصرية عن القيم والمجموعات الاجتماعية الرئيسية داخل المجتمع السوفييتي. في تصويرها للمجموعات الاجتماعية الثلاث صورت الإصدارات النهائية الحاسمة لجمهورية روسيا الاتحادية الاشتراكية السوفييتية في عامي 1922 و1923 العامل والجندي والفلاح الذين شكلوا الدولة السوفييتية. كانت هذه تمثيلات أسلوبية في شكل تماثيل نصفية كلاسيكية تشبه صور الملوك ورؤساء الدول الآخرين على طوابع دول أخرى.

أمثلة على طوابع الإصدار الرابع النهائي لجمهورية روسيا الاتحادية الاشتراكية السوفييتية عام 1922
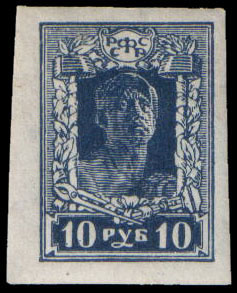
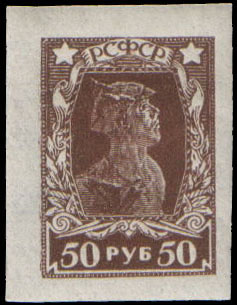
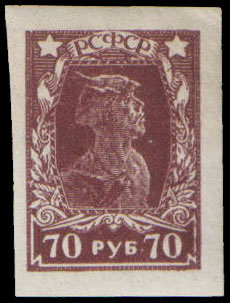
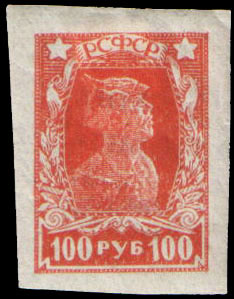

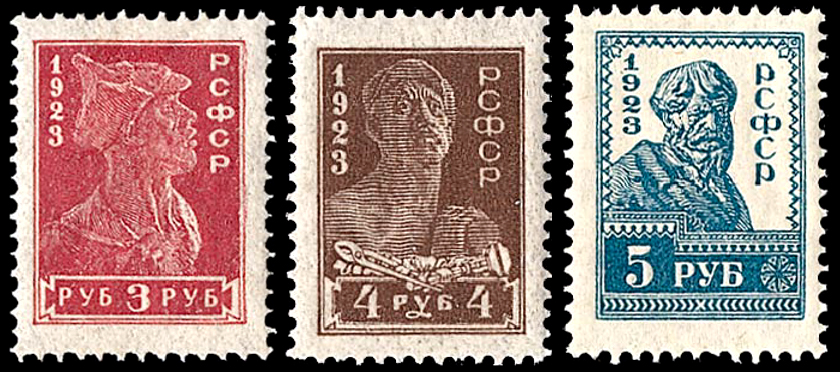
Stamps of the 4th definitive issue of the RSFSR, 1923

كان استبدال صور القياصرة بتصوير المجموعات الاجتماعية الثلاث عمدًا لأن الحكومة السوفييتية "قررت على وجه التحديد إنشاء صور ترمز إلى فكرة قوة العمال والفلاحين". وكان النحات إيفان شادر مؤلف هذه الصور. عند تصميم التماثيل النصفية قام بخلق العامل أولاً ثم جندي الجيش الأحمر. صدرت هاتان الطابعتان في ديسمبر 1922. وقد صدر الطابع الذي يحمل صورة نصفية للفلاح بعد خمسة أشهر في مايو/أيار 1923. ومن بين الإحدى عشر فئة من الإصدار النهائي الرابع ظهر العامل على الطوابع ثلاث مرات والجندي ست مرات والفلاح على طابعين.
القضايا الحاسمة التي واجهتها روسيا السوفييتية مدرجة في الجدول التالي:
| رقم الإصدار | التواريخ                    | رقم كتالوج المحاسب القانوني المعتمد |
| ----------- | --------------------------- | ----------------------------------- |
| 1           | 10 أغسطس 1921               | 3–7                                 |
| 2 (1)       | 25 أغسطس – 9 سبتمبر 1921    | 8–13                                |
| auxiliary   | 10 فبراير 1922              | 14–23                               |
| 3 (2)       | 4 مارس – أبريل 1922         | 38–42                               |
| auxiliary   | 17 مارس – أبريل 1922        | 24–24ب                              |
| auxiliary   | 1 نوفمبر 1922               | 49                                  |
| auxiliary   | 5 ديسمبر 1922 – مارس 1923   | 60–72                               |
| 4 (3)       | ديسمبر 1922 – 15 أغسطس 1923 | 73–85                               |

## الاتحاد السوفياتي
في الفترة ما بين عامي 1923 و1992 أصدرت إدارة البريد في الاتحاد السوفييتي طوابع بريدية نهائية. كانت هناك 13 قضية حاسمة للاتحاد السوفييتي.

## الاتحاد الروسي
في الفترة من 1992 إلى 2010 أصدر الاتحاد الروسي ستة إصدارات من الطوابع النهائية. ظهر العدد الأول من المجلة بعد انهيار الاتحاد السوفييتي في فبراير 1992. وتضمن طابعين بقيمة 20 و30 كوبيكًا يصوران القديس جورج ونصب الألفية في روسيا. في أوائل ومنتصف تسعينيات القرن العشرين توسعت هذه السلسلة النهائية من الطوابع بشكل مستمر بسبب التضخم المفرط والتغيير المقابل في أسعار البريد. أعيد إصدار العديد من الطوابع باستخدام نفس التصميم ولكن مع فئة معدلة. على سبيل المثال ارتفعت القيمة الاسمية للطابع البريدي الذي يحمل صورة البوابة الذهبية في فلاديمير من 10 كوبيك إلى 150 روبل أي بمقدار 1500 مرة. وصلت قيمة الطوابع القصوى إلى 5000 روبل.

أولى طوابع البريد للاتحاد الروسي، الإصدار النهائي الأول، 1992
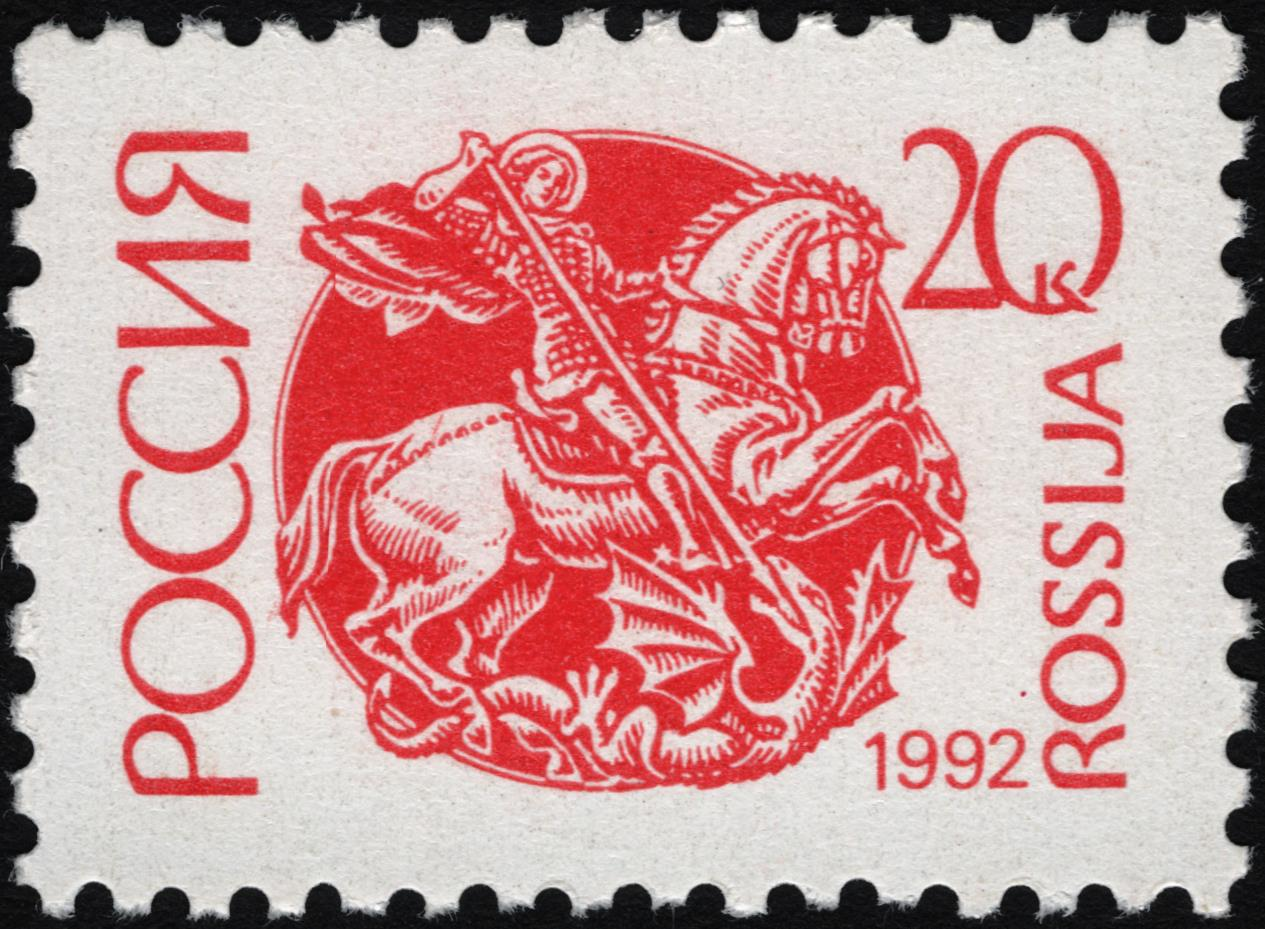
القديس جورج
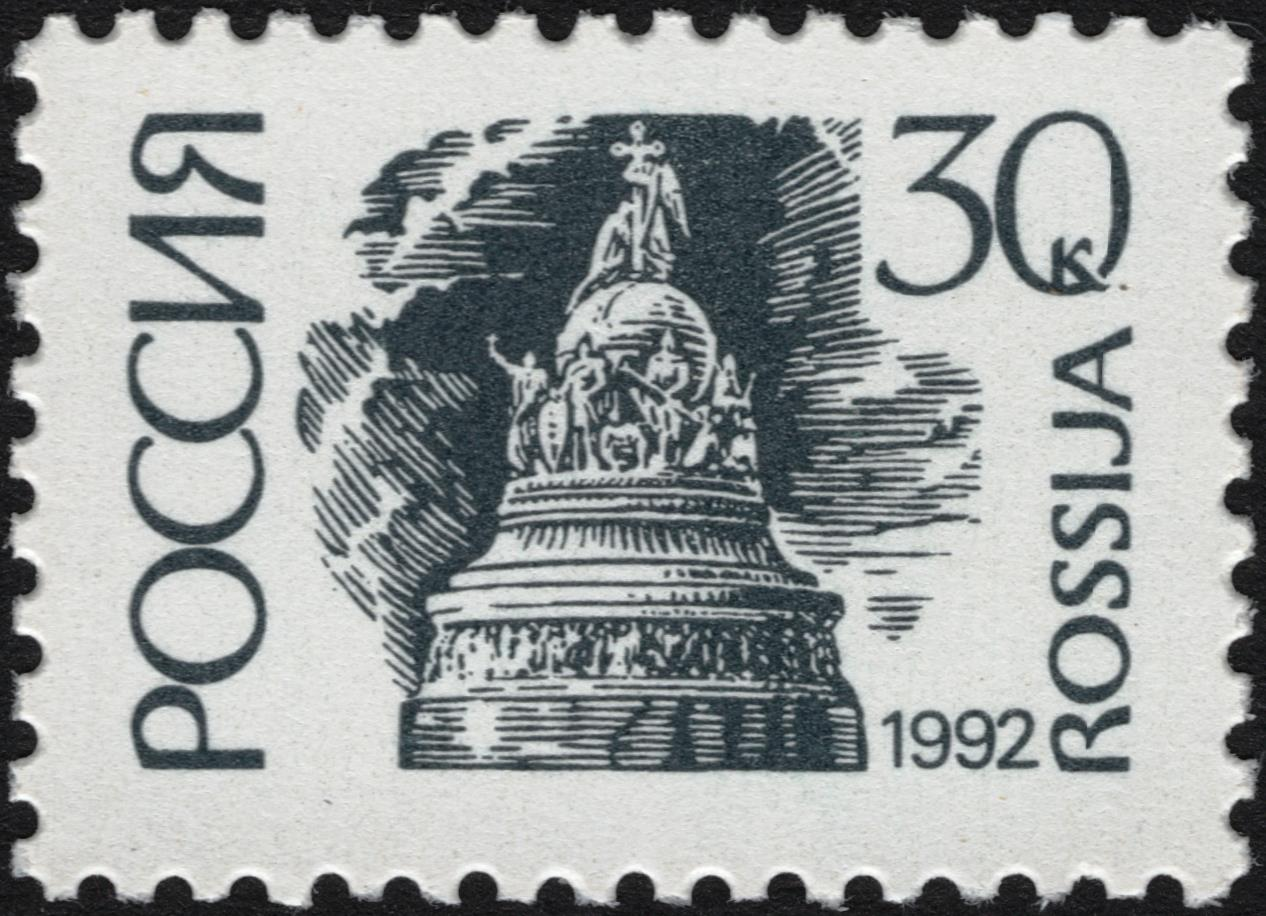
نصب تذكاري للألفية الروسية
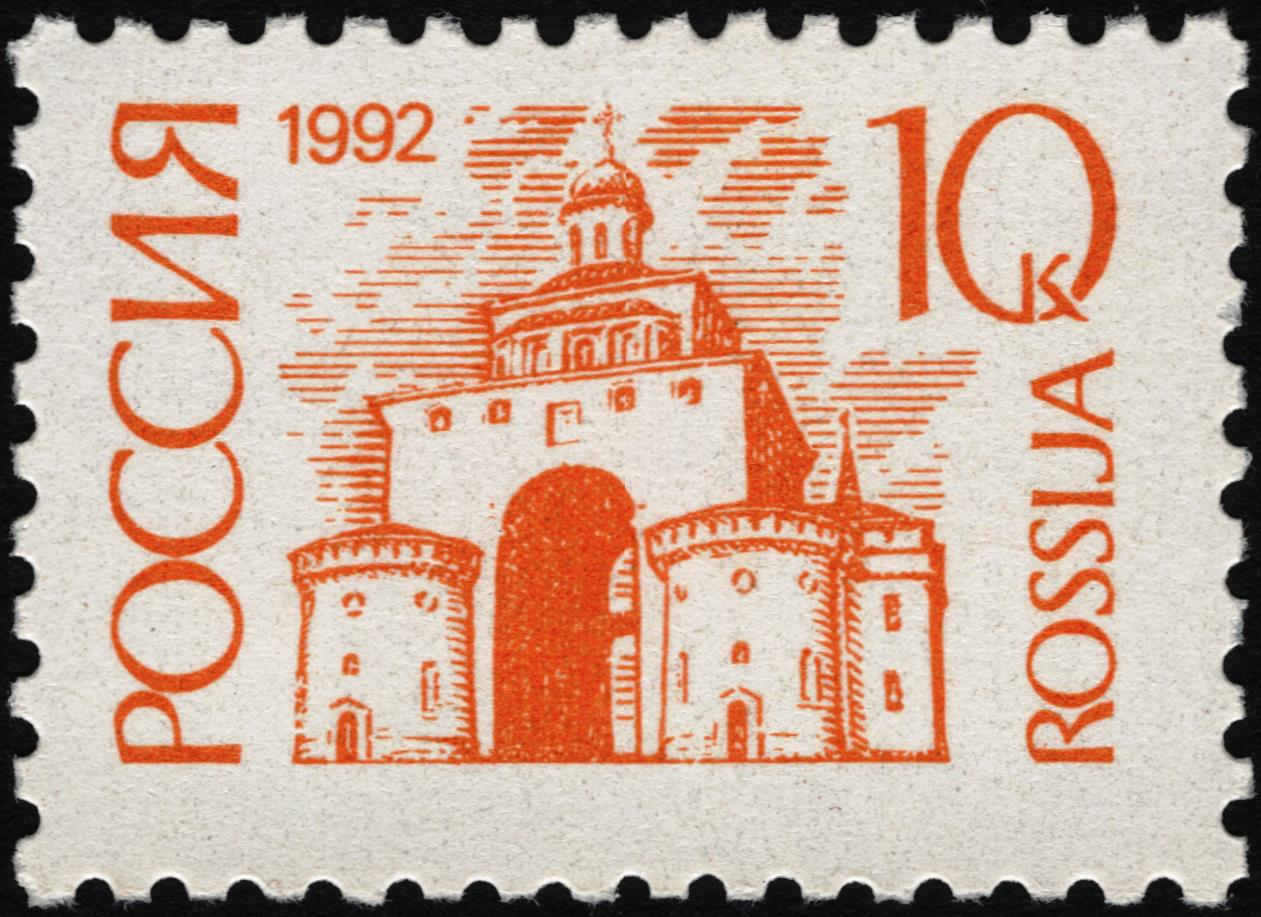
البوابة الذهبية فلاديمير

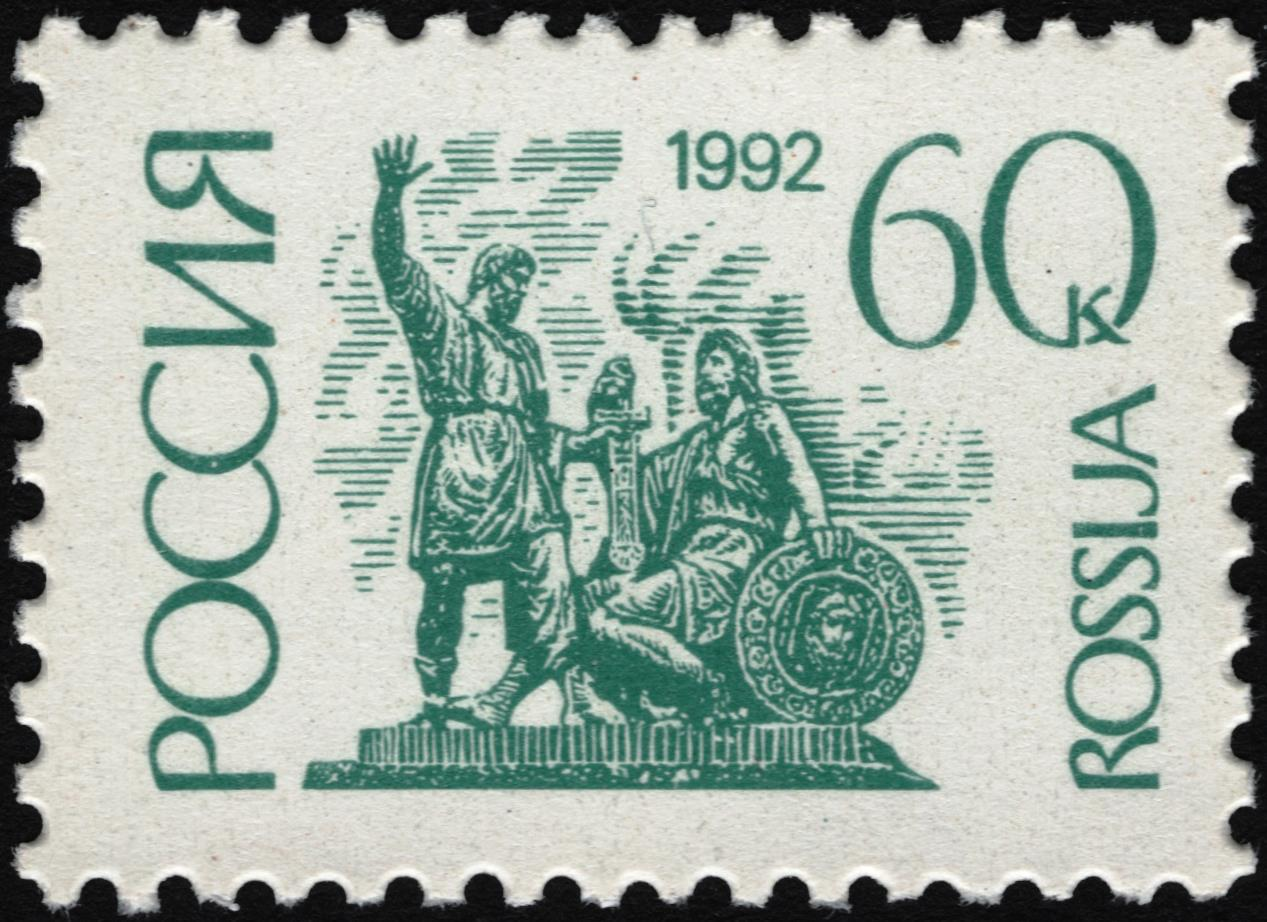
نصب تذكاري لمينين وبوزارسكي
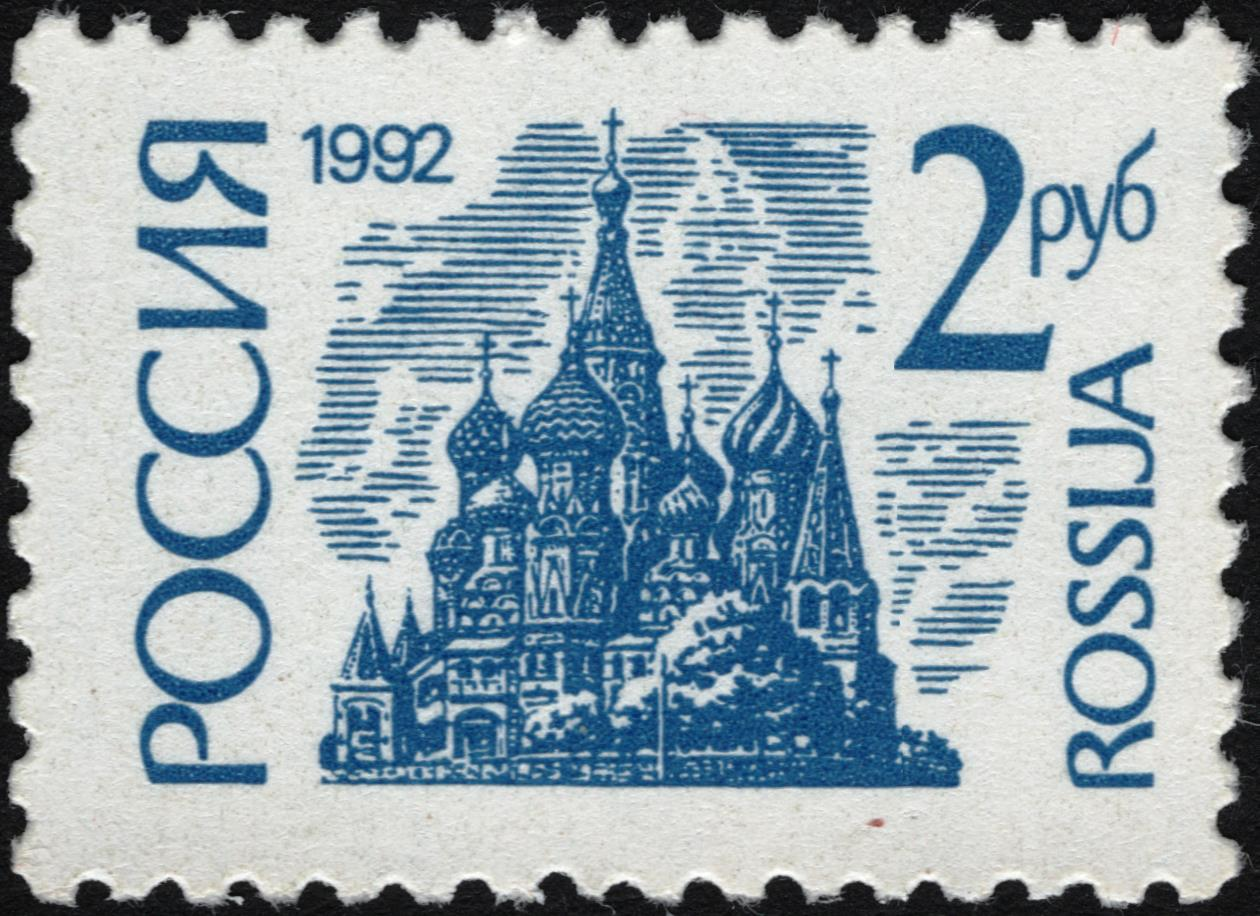
كاتدرائية القديس باسيليوس

صدرت الأعداد الثانية والثالثة من الطوابع النهائية في الفترة من 1997 إلى 1999. قاموا باستبدال الاتجاه الأفقي للطوابع بالاتجاه الرأسي. وتضمنت السلسلة الثانية 12 طائفة أما السلسلة الثالثة فكانت تضم 15 طائفة. من حيث التصميم لم تكن الطوابع الصادرة عن إصدارين مختلفة عن بعضها البعض. وقد نشأت الحاجة إلى الإصدار الثالث نتيجة لتضاعف قيمة الروبل الروسي بمقدار ألف مرة ثم سحب الإصدار النهائي الثاني في عام 1998. الإصدار الثالث كرر الإصدار الثاني (باستثناء القيمة الاسمية الملغاة وهي 75 كوبيك) واستكملها بأربع فئات أخرى. وشمل الأخير فئات الخمسين والمائة روبل التي لم يكن لها تطبيق عملي.

أمثلة على الطوابع المستعملة للاتحاد الروسي الإصدار النهائي الثالث 1998
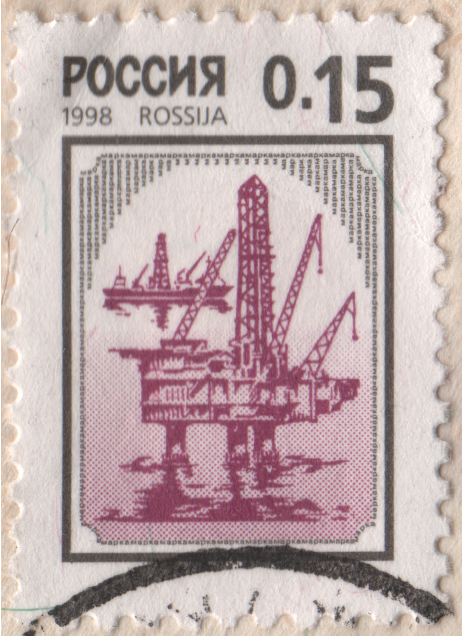
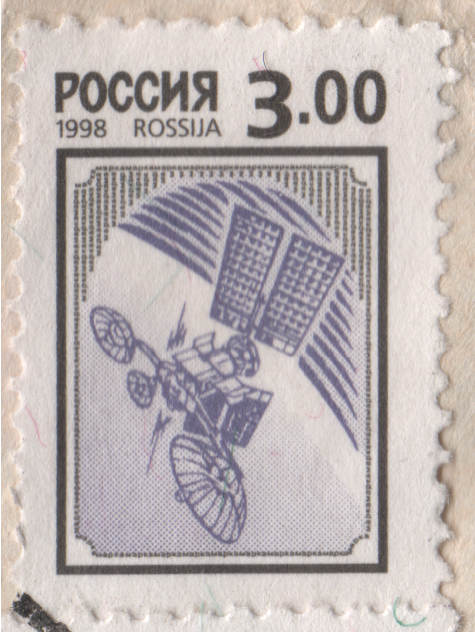

كانت السلسلة الرابعة لعامي 2002-2003 مختلفة عن الإصدارات السابقة بسبب تقديم الطوابع ذاتية اللصق. وتضمنت الطوابع الجديدة صور القصور والحدائق في روسيا. خفض عدد الفئات إلى تسعة من 1 روبل إلى 10 روبل. حلت مشكلة أسعار البريد الجزئية باستخدام الطوابع المتبقية من الإصدار الثالث.

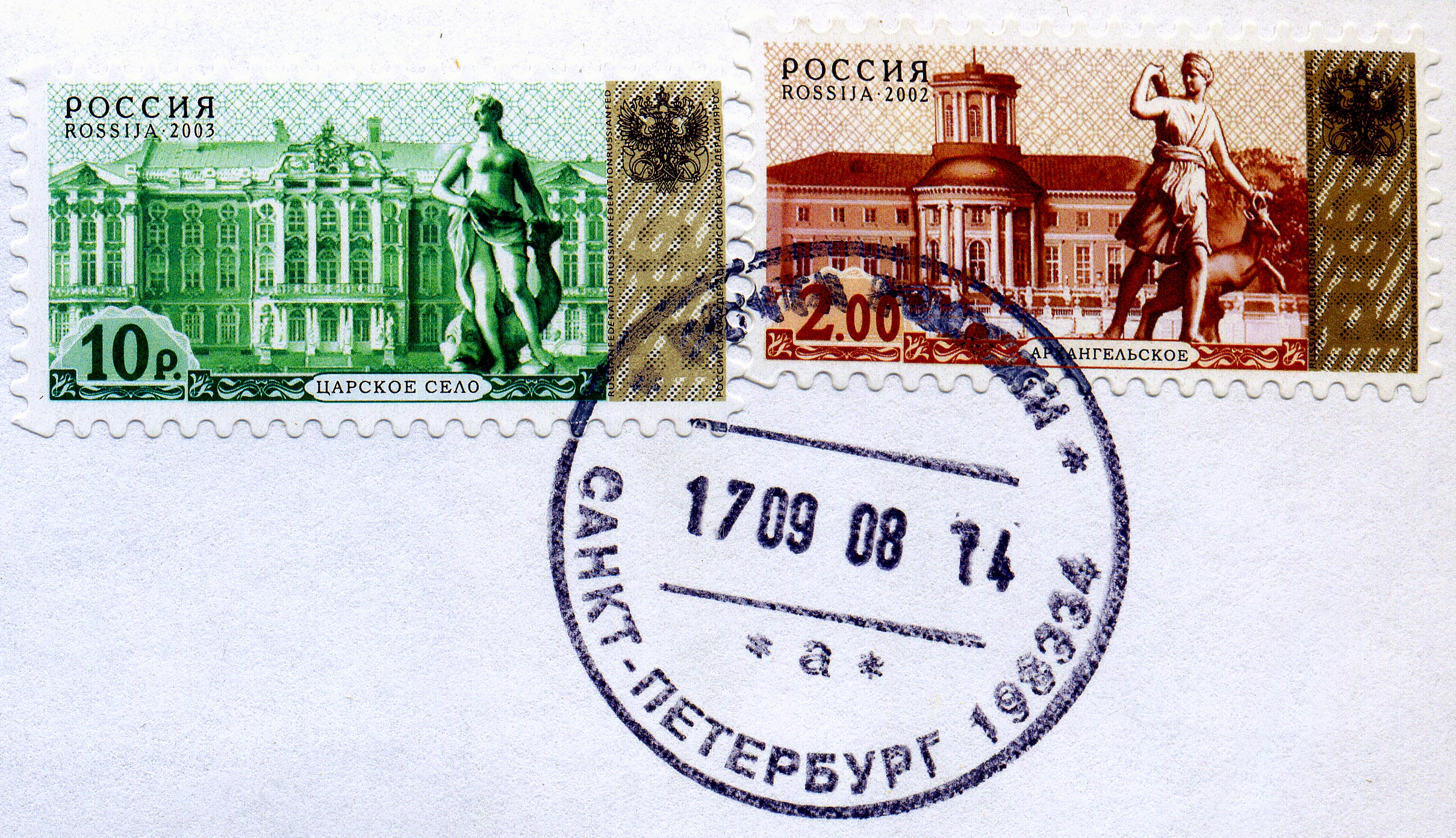
أمثلة على طوابع بريدية مستعملة من الإصدار الرابع النهائي للاتحاد الروسي عام 2002. ختم بريد سانت بطرسبرغ

طوابع الإصدار الخامس " الحيواني " لعام 2008 لم تكن ذاتية اللصق وعادت إلى الحجم القياسي. ارتفع عدد الفئات مرة أخرى إلى 15 مع كون بعض الفئات الكسرية (15 و25 و30 كوبيك) ذات قيمة عملية مشكوك فيها. قاموا بزيادة الحد الأقصى لقيمة الطوابع إلى 25 روبل.

أمثلة على طوابع الاتحاد الروسي الإصدار الخامس النهائي، 2008
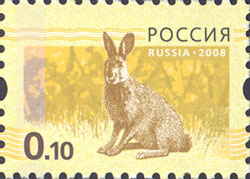
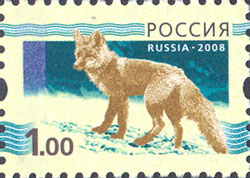
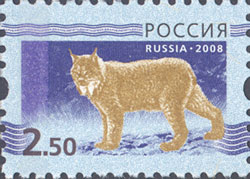

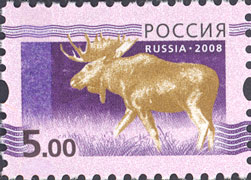
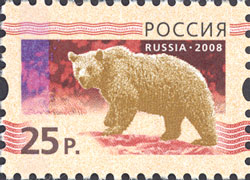

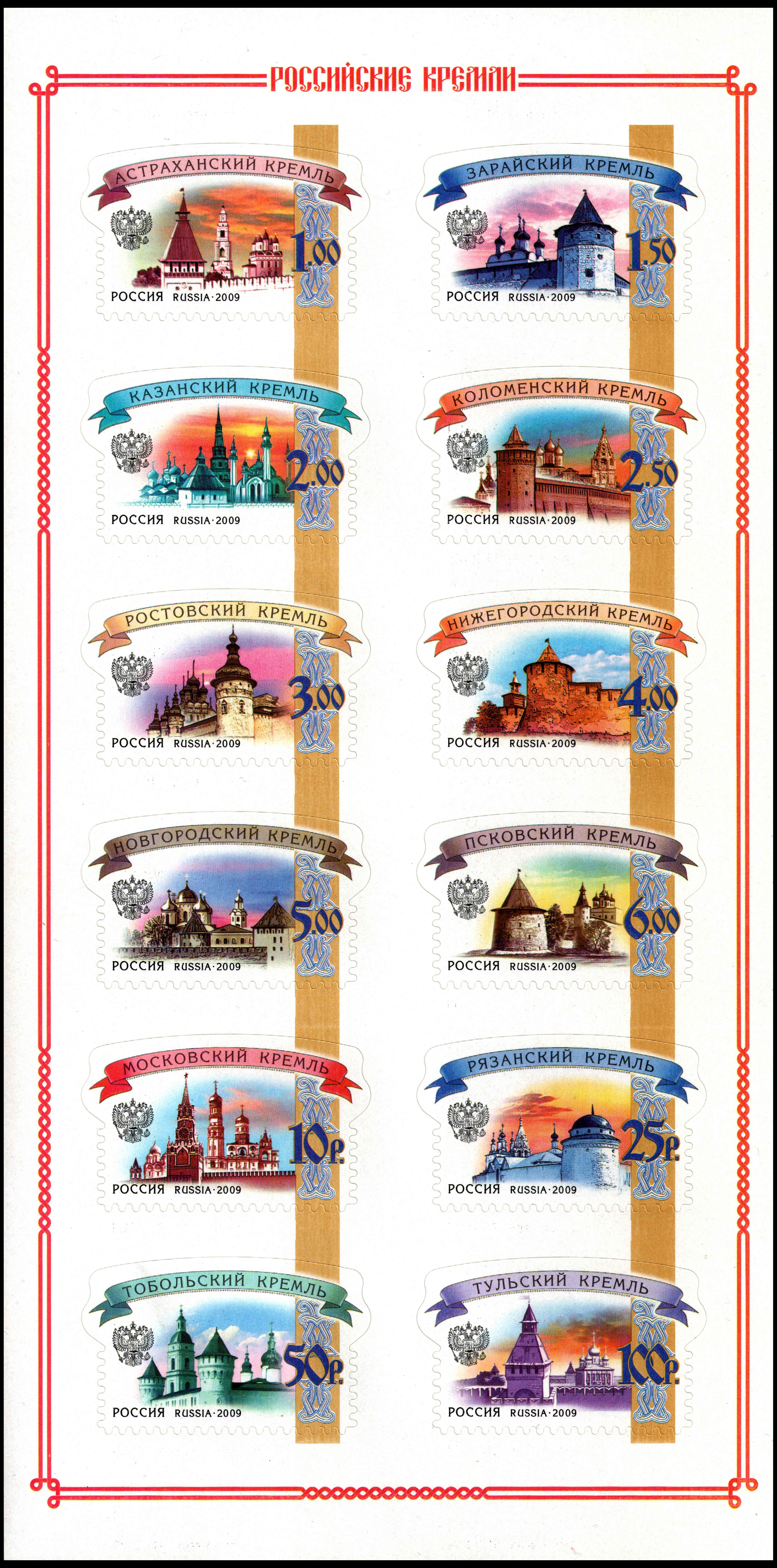
الكرملين الروسي. ورقة العدد النهائي السادس لمجلة الاتحاد الروسي، 2009

تمثل السلسلة السادسة لعام 2009 " الكرملين الروسي" عودة إلى الطوابع ذاتية اللصق ذات الفئات الأكثر استخدامًا. كان الاختلاف عن الإصدار الرابع وهو موضوع وثيق الصلة هو توسيع الفئات حتى 100 روبل بالإضافة إلى توافر ميزات أمنية إضافية للحماية من التزوير.
يمكن تلخيص القضايا الحاسمة التي تواجه الاتحاد الروسي في الجدول أدناه :
| رقم الإصدار | التواريخ | رقم كتالوج المحاسب القانوني المعتمد                                         | الطوائف |
| ----------- | --- | --------------------------------------------------------------------------- | --- |
| 1           | ٢٦ فبراير ١٩٩٢ - ٣٠ أبريل ١٩٩٢ ٢٠ أبريل ١٩٩٢ ٢٦ مايو ١٩٩٢ ٢٥ يونيو ١٩٩٢ ١١ أغسطس ١٩٩٢ ١٠ سبتمبر ١٩٩٢ ٢٥ ديسمبر ١٩٩٢ ٢٥ يناير ١٩٩٣ ٤ يونيو ١٩٩٣ ٣٠ ديسمبر ١٩٩٣ ٢٦ يناير ١٩٩٥ ٢١ فبراير ١٩٩٥ ٢٢ يونيو ١٩٩٩ | 6–7 12–14 19–21 32–34 41–43 47–49 59–62 68–69 94–95 138–139 195 199–202 518 | 20 و 30 كوبيك 10 و 60 كوبيك و2 روبل 10- و25- و100 روبل 1-, 11⁄2-, و 5 روبل 50-, 55-,و 80 كوبيك 15- و25 كوبيك 3 روبل 15-, 50-, 250-, و 500 روبل 45- و 75 روبل 4- و 6 روبل 150- و300 روبل 1,000 روبل 750-, 1,500=, 2,500=,و5,000 روبل 1.20-رسوم إضافية بالروبل على 5000 روبل |
| 2           | 31 مارس 1997 – 10 يونيو 1997 | 341–345 347–353                                                             | 500-, 750-, 1,000-, 1,500-, 2,500 روبل 100-, 150-, 250-, 300-, 2,000-, 3,000-, و 5,000 روبل |
| 3           | ١ يناير ١٩٩٨ - ٢٦ أكتوبر ١٩٩٩ ٢٤ يناير ٢٠٠١ | 407–417 653–656                                                             | 10, 15, 25, 30 و 50 كوبيك, 1, 1.5, 2, 2.5, 3 و 5 روبل 10, 25, 50 و 100 روبل |
| 4           | 16 ديسمبر 2002 – 15 أبريل 2004 5 ديسمبر 2003 | 813–817 898–901                                                             | 2-, 21⁄2-, 3-, 4-, و5 روبل 1-, 11⁄2-, 6-, و10 روبل |
| 5           | 29 أغسطس 2008 | 1250–1264                                                                   | 10-, 15-, 25-, 30=, و50 كوبيك, 1, 11⁄2-, 2-, 21⁄2-, 3-, 4-, 5-, 6-, 10-, و25 روبل |
| 6           | 1 أكتوبر 2009 | 1360–1371                                                                   | 1-, 11⁄2-, 2-, 21⁄2-, 3-, 4-, 5-, 6-, 10-, 25-, 50,- و100 روبل |

## الملحوظات
1. ↑  The 18th issue of the Russian Empire was a series of 1913 commemorating the 300th anniversary of the Romanov dynasty.[1]
2. ↑  Number varies depending on catalogue.
3. ↑  Number varies depending on catalogue.
4. ↑  Number varies depending on catalogue.

## الروابط خارجية
- http://stampsoftheworld.co.uk/wiki/Category:Russia

قالب:PostalhistoryEurope